# Howqua

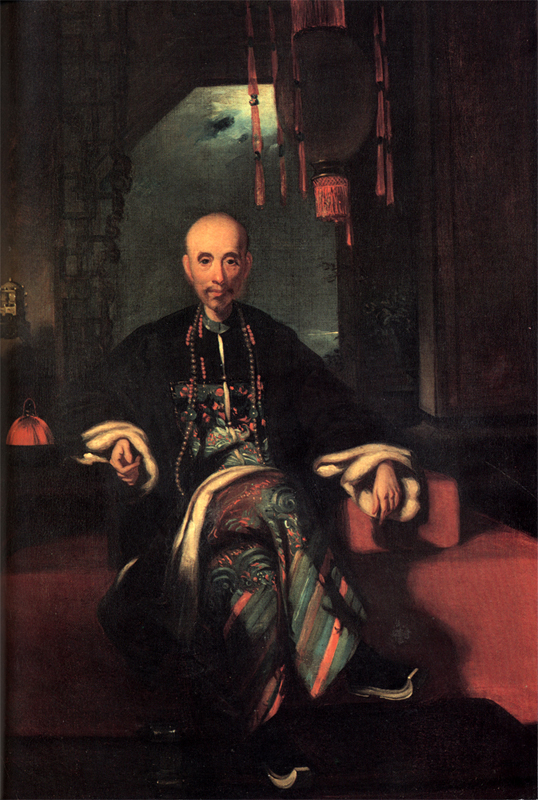
Howqua

Howqua (* 1769; † 1843; chinesisch: 伍秉鑑; Jyutping: ng5 bing2 gaam3; Pinyin: Wu Bingjian) war ein chinesischer Kaufmann. Durch seine Handelstätigkeit erlangte er ein gewaltiges Vermögen und spielte gleichzeitig in den Beziehungen zwischen China und Europa eine bedeutende Rolle. Der Name Howqua ergibt sich als Kombination des Namens des Familienbetriebes Haoguan (chin.: 浩官) und der Anredesilbe qua.

## Leben und Wirken
Geboren wurde Wu Bingjian 1769 als dritter Sohn des Kaufmanns Wu Guorong (in der Literatur oft als Howqua, oder Howqua I bezeichnet) in der Provinz Fujian. Wu Guorong war im ausgehenden 18. Jahrhundert bereits Gründungsmitglied der Cohong (chin.: 公行) gewesen. Es war jedoch sein Sohn, der ein Vermögen durch den Handel mit dem europäischen und amerikanischen Ausland aufbaute.

Wu Bingjian

Die Beziehungen zwischen den westlichen Händlern und den Cohong waren nicht immer einfach, besonders für die Cohong war der Kauf von britischen Importgütern gegen Tee und andere Waren zumeist ein Verlustgeschäft. Opium stellte eine Ausnahme dar. Da der Opiumhandel jedoch verboten war, engagierten sich aus Furcht vor harten Strafen nur wenige Hong Kaufleute darin. Es gibt Quellen, die auch Wu Bingjian ein Engagement von kleinerem Umfang im Opiumhandel nachsagen. Wu Bingjian hingegen bevorzugte Geschäftskontakte mit Amerika, da er ihnen Tee gegen Silber aus Südamerika verkaufen und somit einen Gewinn erwirtschaften konnte.
Zeitweise nutzte Wu Bingjian sein immenses Vermögen, um Schiffe seiner amerikanischen Geschäftspartner zu chartern und mit Tee und anderen Gütern beladen nach Europa zu senden. In mehreren Fällen verlieh er auch Geld an andere Hong Kaufleute, seltener auch an kleinere, ausländische Unternehmen und in einem Fall griff er der britischen East India Company selbst finanziell unter die Arme.
Durch geschickten Handel gelang es ihm, ein Vermögen aufzubauen, das ihn zu einem der reichsten Menschen der Welt machte. Im Jahr 1834 wurde sein Vermögen auf 26 Millionen Dollar (äquivalent zu heute 3 Milliarden Dollar) geschätzt. Dieser Umstand verleitete ausländische Beobachter häufig zu der Annahme, dass die Hong-Kaufleute generell sehr vermögend seien.
Auf Grund des unprofitablen Handels waren Pleiten unter den Hong-Kaufleuten keine Seltenheit. Für die ausländischen Geschäftspartner stellte dies jedoch keine Gefahr dar, da ein gemeinschaftlicher Fund (Consoo-Fund) der Cohong für die Verluste aufkam. Diese Gelder wurden jedoch häufig auch für Geschenke an den Kaiserhof und hohe Beamte verwendet. Der Übersetzer J. R. Morrison stellte in seinem Commercial Guide eine Liste zusammen, aus der hervorgeht, dass die Hong jährlich etwa 425.000 Tael Silber für Geschenke investieren mussten. Hinzu kam, dass neben dem niedrigen Stand der Kaufleute im Gesellschaftssystem des Konfuzianismus die Mitgliedschaft bei den Cohong als Belastung angesehen wurde. Wu Bingjian unternahm im Laufe seines Lebens drei Versuche auszutreten (1810, 1827 und 1832); jedoch gelang keiner.
Als 1839 der neue Kommissar Lin rigide gegen den Opiumschmuggel vorging, riet Wu Bingjian ausländischen Geschäftspartnern ihren Handel nach Singapur zu verlegen und ihr Opium zu verbrennen. Sein Ratschlag wurde nicht befolgt, allerdings floh Matthew Jardine aus China, bevor Haftbefehl gegen ihn erlassen wurde.
Kurz darauf folgte der Ausbruch des Ersten Opiumkriegs, in dessen Folge allein die Cohong zu Reparationszahlungen in Höhe von 2 Mio. Dollar an England herangezogen wurden. Wu Bingjians Anteil daran belief sich auf 1,1 Millionen Dollar.
Im Jahr 1843 verstarb Wu Bingjian.